# Delitto senza scampo
Delitto senza scampo (Crime of Passion) è un film noir del 1957 diretto da Gerd Oswald

## Trama
Kathy Ferguson è una promettente giornalista che abbandona però la carriera per sposare Bill Doyle, un ispettore di polizia di Los Angeles. Stancatasi presto del suo ruolo di casalinga, Kathy comincia a complottare per far fare carriera al marito.